# 駐科威特王國臺北商務代表處
駐科威特王國臺北商務代表處，亦稱駐科威特代表處，是中華民國政府派駐科威特國的代表機構。
代表處負責推動臺灣與科威特之間的貿易、投資、文化、科技等各層面的雙邊關係，以及辦理護照、簽證、文件證明等领事相關業務，並提供僑民服務與旅外國人急難救助，功能等同邦交國的大使館。館務轄區為卡塔尔。

## 歷史
1986年4月23日，在科威特設立具大使館功能的中華民國駐科威特商務辦事處（Commercial Office of the Republic of China in the State of Kuwait）。
1990年8月，伊拉克佔領科威特後，駐科威特商務辦事處、中國石油公司、中華工程公司、中華民國對外貿易發展協會，其員工、眷屬與僑民共143人，撤離科威特並抵達约旦，由中華民國政府派遣專機接運抵臺。至伊拉克撤軍後，於1991年3月27日恢復辦事處運作。
1996年8月26日，更名為駐科威特王國台北商務代表處（Taipei Commercial Representative Office in the State of Kuwait）。

## 外部連結
- 駐科威特王國臺北商務代表處的Facebook、Twitter